# Бобан Арсенијевић
Бобан Арсенијевић (Ниш, 5. новембар 1974) је српски професор, лингвиста и слависта, који предаје на Институту словенских студија на Универзитету у Грацу. Ожењен је и има двоје деце.

## Каријера
Стдирао је српски језик и књижевност на Филозофском факултету Универзитета у Нишу (1993 - 1997), затим завршио лингвистику на Универзитету у Београду (1997 - 2001), после чега је добио звање мастер на Универзитет Лајден у Норвешкој, где је и стекао докторат 2006. године. Као предавач радио је у Петници (1993 - 1999), на Департману за словенске језике у Великом Трнову (1997 - 1999), као уредник у нишкој издавачкој кући Зоограф (1999 - 2000), истраживачки асистент у Лајдену (2002 - 2006), постдокторат на Универзитету у Амстердаму (2006 - 2009), затим на Универзитету Помпео Фабра у Барселони, професор на Филозофском факултету Универзитета у Нишу (2008 - 2017), истраживач сарадник на Универзитету Марија Кири у Потсдаму, и тренутно је од 2017. године редовни професор на Универзитету у Грацу.

## Дела
- Немушти говор воде (Београд, 1996, Рад)
- Мукку (Ниш, 2000)
- Inner aspect and telicity. The decompositional and the quantificational nature of eventualities at the syntax-semantics interface (Утрехт, 2006)
- Studies in the composition and decomposition of event predicates (Хајделберг, 2013)
- Корак у формалну семантику (Нови Сад, Сремски Карловци, 2024)[5]